# Vincenzo Rocchi
Vincenzo Rocchi (Prato, ... – ...; fl. XIX secolo) è stato un pittore italiano, attivo nel XIX secolo.

## Biografia
Nato e vissuto a Prato, è principalmente noto per aver dipinto paesaggi, ma ha anche prodotto dei ritratti. 
Tra le sue opere vi sono Parterre fuori la Porta San Gallo a Firenze, esposto insieme a Una Pioggia e Gruppo di Contadini nell'Esposizione fiorentina del 1883. Nel 1884 all'Esposizione di Belle Arti a Firenze e a Torino espone Veduta di Porta San Giorgio e Sulla stazione. All'Esposizione di Firenze del 1885 espose: l 'Autunno; il Montepiano e l'Imbrunire di un giorno. 
All'Esposizione di Firenze del 1887 inviò due paesaggi: il Novembre, il Dicembre e un dipinto intitolato Idillio. 
All'Esposizione di Belle Arti di Firenze del 1886 inviò uno dei suoi capolavori: Passa il treno, insieme a Villa degli Ori presso Prato e Veduta lungo la via ferrata.
Ha anche pubblicato una monografia sul collega paesaggista alpino Emilio Bertini.